# Beautiful Soul
Beautiful Soul je debutové album amerického zpěváka a herce Jesse McCartneye. V USA album vyšlo v roce 2004 a po světě se ho prodalo více než 1,5 milionu kusů, čímž získalo platinové ocenění.

## Skladby
1. She's No You – 3:35
2. Beautiful Soul – 3:35
3. Get Your Shine On – 3:12
4. Take Your Sweet Time – 4:05
5. Without U – 3:12
6. Why Don't You Kiss Her? – 3:23
7. That Was Then – 3:45
8. Come to Me – 3:50
9. What's Your Name? – 3:32
10. Because You Live – 3:19
11. Why is Love So Hard to Find? – 4:10
12. The Stupid Things – 3:37
13. Good Life